# Katharina Otte

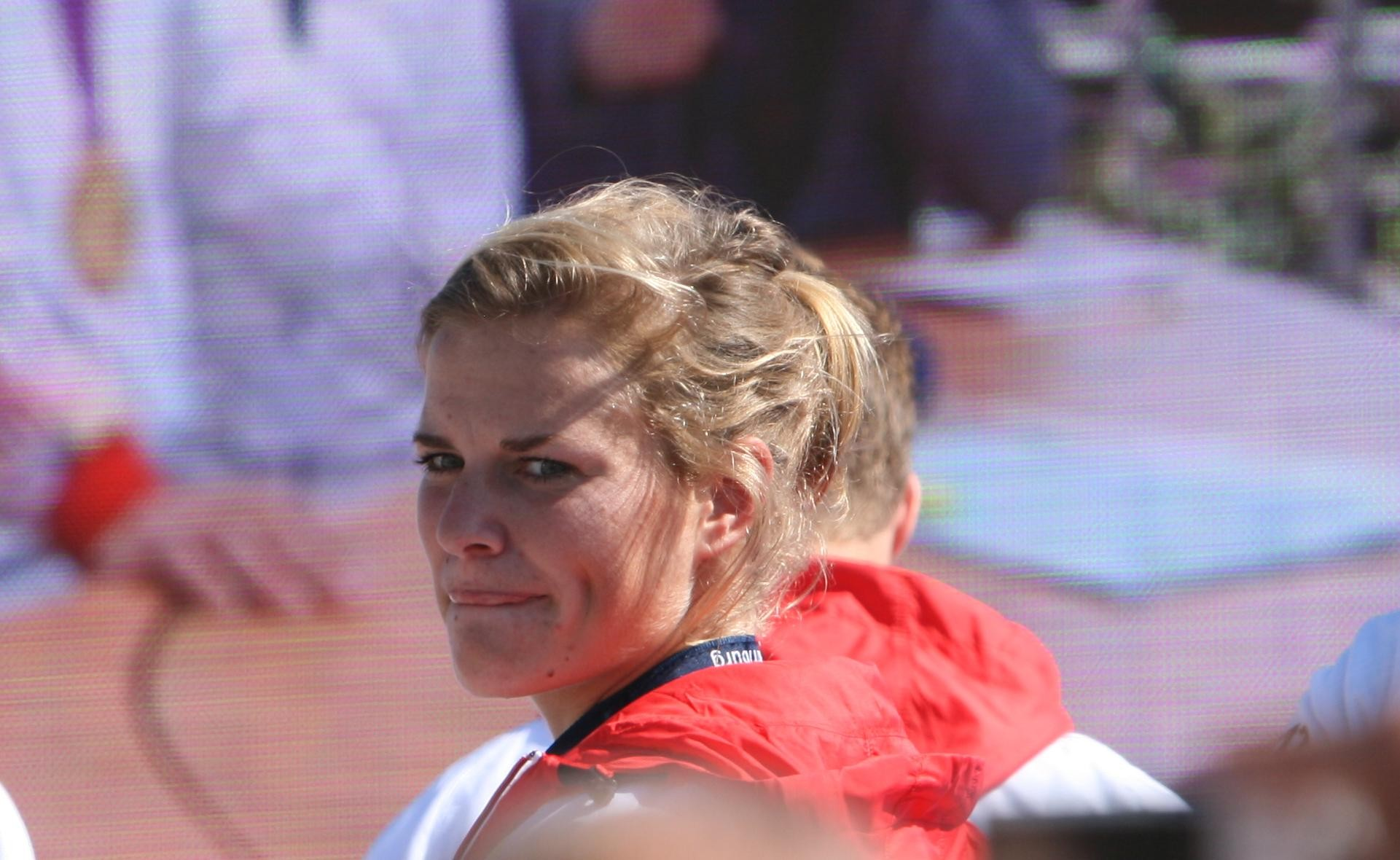
Katharina Otte beim Empfang der Olympioniken 2012 in Hamburg

Katharina Otte (* 29. Mai 1987 in Hamburg) ist eine deutsche Hockeyspielerin.
Otte war seit 2001 in Jugendmannschaften für den Deutschen Hockey-Bund aktiv. 2002 und 2003 war sie Mitglied der siegreichen Mannschaft bei der U16-Europameisterschaft. 2008 wurde sie in Valencia U21-Europameisterin. Die Mittelfeldspielerin debütierte am 3. Oktober 2008 in der deutschen Hockeynationalmannschaft, 2009 erreichte sie mit der deutschen Mannschaft das Finale bei der Europameisterschaft in Amstelveen, im Finale gewannen die Niederländerinnen mit 3:2. Bei der Feldhockey-Weltmeisterschaft 2010 belegte sie mit der deutschen Mannschaft den vierten Platz. Bis einschließlich 2012 nahm Otte viermal an der Champions Trophy teil, wobei die deutsche Mannschaft 2009, 2010 und 2012 den vierten Platz erreichte.
Bei den Olympischen Spielen 2016 war Otte nur als Ersatzfrau mit P-Akkreditierung vorgesehen. Nach der Verletzung von Annika Sprink im Halbfinale kam Otte beim Sieg gegen Neuseeland im Spiel um die Bronzemedaille doch noch zum Einsatz.
Für den Gewinn der Bronzemedaille bei den Olympischen Spielen erhielt sie am 1. November 2016 das Silberne Lorbeerblatt.
Katharina Otte hat 152 Länderspiele absolviert, davon sieben in der Halle.(Stand 5. August 2016)
Sie begann beim Großflottbeker THGC und wechselte später zum Berliner HC, mit dem sie 2010 Deutsche Meisterin wurde. Otte ist Jura-Studentin.